# 이브라니구

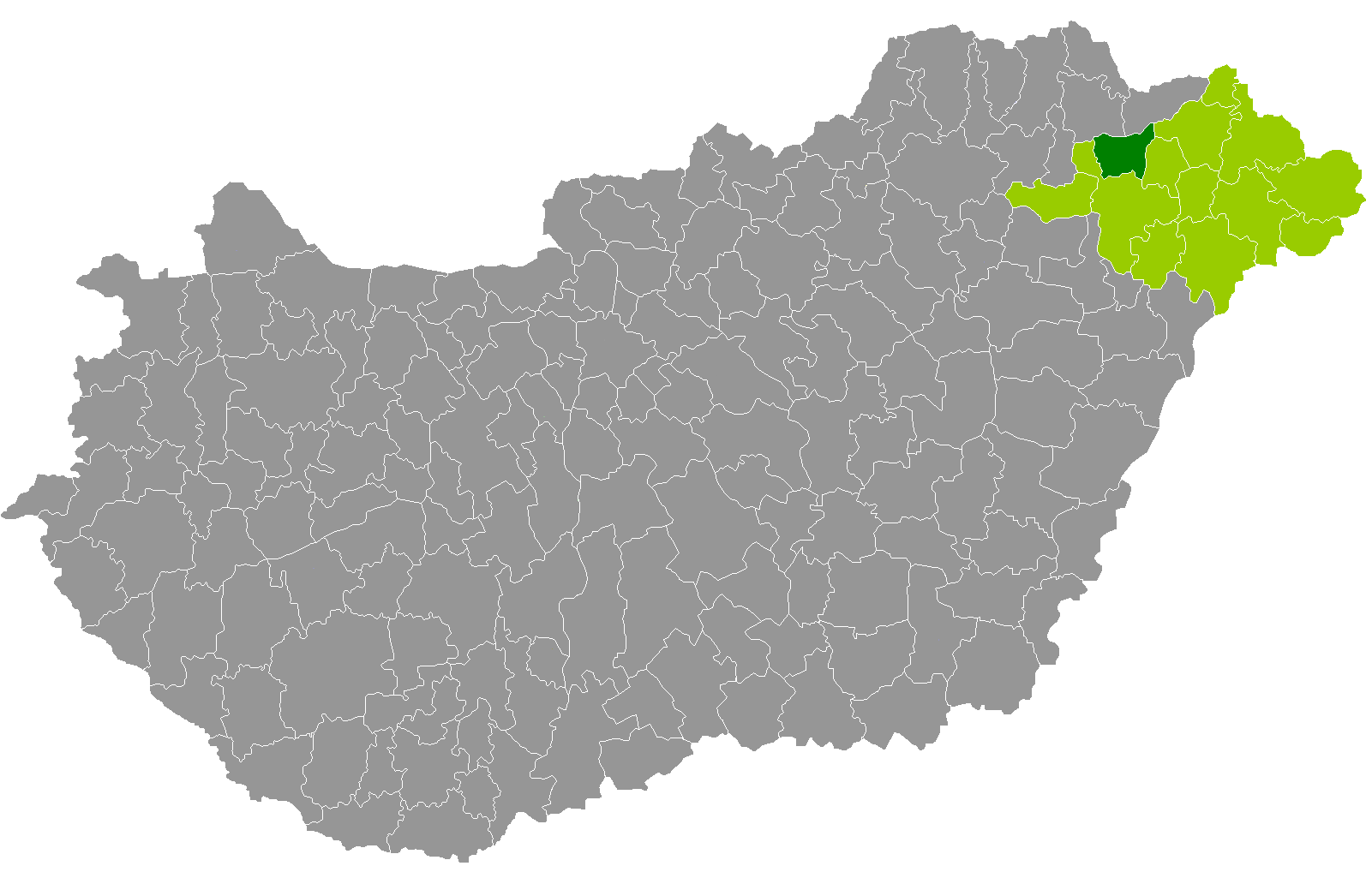
서볼치서트마르베레그주 지도에 표시된 이브라니구의 위치

이브라니구(헝가리어: Ibrányi járás)는 헝가리 서볼치서트마르베레그주에 위치한 구로 구청 소재지는 이브라니이며 면적은 304.91km2, 인구는 23,679명(2011년 기준), 인구 밀도는 78명/km2이다.
북쪽으로는 보르쇼드어버우이젬플렌주 샤로슈퍼터크구, 치간드구, 동쪽으로는 키슈바르더구, 케메체구, 남쪽과 서쪽으로는 니레지하저구와 접한다. 8개 지방 자치체(2개 시, 6개 마을)를 관할한다.

구 문장